# Amauris imatongensis
Amauris imatongensis är en fjärilsart som beskrevs av Talbot 1941. Amauris imatongensis ingår i släktet Amauris och familjen praktfjärilar. Inga underarter finns listade i Catalogue of Life.